# Ouro Preto
Ouro Preto é um município brasileiro localizado no estado de Minas Gerais, na Região Sudeste do país. Sua população recenseada em 2022 era de 74 824 habitantes. Localiza-se na latitude 20º23'08" sul, longitude 43º30'29" oeste e altitude média de 1 179 metros.
No município há treze distritos: Amarantina, Antônio Pereira, Cachoeira do Campo, Engenheiro Correia, Glaura, Lavras Novas, Miguel Burnier, Santa Rita de Ouro Preto, Santo Antônio do Leite, Santo Antônio do Salto, São Bartolomeu e Rodrigo Silva, além da sede.
Ouro Preto localiza-se em uma das principais áreas do ciclo do ouro. Oficialmente, foram enviadas a Portugal 800 toneladas de ouro no século XVIII, isso sem contar o que circulou de maneira ilegal, nem o que permaneceu na colônia, como por exemplo o ouro empregado na ornamentação das igrejas.
O município chegou a ser uma das cidades mais populosas das Américas, contando com cerca de 40 mil pessoas em 1730 e, décadas após, 80 mil, mas é bom lembrar que a área de Villa Rica/Ouro Preto era muito maior englobando as atuais Congonhas, Ouro Branco e Itabirito. Àquela época, a população de Nova York era de menos da metade desse número de habitantes e a população de São Paulo não ultrapassava 8 mil. A Cidade Histórica foi o primeiro sítio brasileiro considerado Patrimônio Mundial pela UNESCO, título que recebeu em 1980. Foi considerada patrimônio estadual em 1933 e monumento nacional em 1938.

## História

### Povoamento
Antes da chegada dos colonizadores de origem europeia no século XVI, toda a região atualmente ocupada pelo estado de Minas Gerais era habitada por povos indígenas que falavam línguas do tronco linguístico macro-jê.[carece de fontes?] A partir do século XVI, exploradores luso-tupis provenientes de São Paulo, os bandeirantes, começaram a percorrer a região do atual estado de Minas Gerais em busca de ouro, pedras preciosas e escravos indígenas. Nesse processo, dizimaram muitas nações indígenas da região. No final do século XVII, finalmente foi descoberto ouro na região, aumentando ainda mais o afluxo de aventureiros para a região. Enquanto isso, as descobertas de ouro nos córregos continuavam no sertão, elevando nomes como o de Antônio Dias de Oliveira, Bartolomeu Bueno de Siqueira, Carlos Pedroso da Silveira e de gente vinda da Bahia e de Pernambuco e acendendo ambições de além-mar. As expedições procuravam ora o Rio das Velhas (principalmente os paulistas, que haviam acompanhado a bandeira de Fernão Dias Pais e de Rodrigo de Castelo-Branco), ora o Tripuí, onde já se havia encontrado o afamado "ouro preto", balizado pelo cabeço enevoado do pico do Itacolomi, que começavam a avistar logo transposto o Itatiaia.
Orientados pelos picos que eriçam as serras de Ouro Branco, Itatiaia, Ouro Preto, Itacolomi, Cachoeira, Casa Branca, Ribeirão do Carmo etc., os exploradores seguiam, juntos ou separados. Diz Antonil que, da mina da Serra do Itatiaia, a saber do Ouro Branco (assim chamavam ao ouro ainda não bem formado), distante do Ribeiro do Ouro Preto oito dias de caminho moderado até o jantar, dele não faziam caso os paulistas por terem outras de ouro formado e muito melhor rendimento. Segundo José Rebelo Perdigão, secretário do governador Artur de Sá e Menezes, em 1695 e 1696 teria sido descoberto, nesta montanha, um ribeiro aurífero ao qual se deu mais tarde o nome de Gualacho do Sul, mas que os paulistas desta bandeira de Garcia de Almeida e Cunha, o Miguel Garcia, não se recusaram a dividir a jazida com seus companheiros de Taubaté, os quais, se tendo então separado, tomaram marcha para o interior e descobriram o ribeiro de Ouro Preto. Dos córregos e morros de Ouro Preto, ainda hoje chamados o Passadez, Bom Sucesso, Ouro Fino, Ouro Bueno, foram descobridores Antônio Dias, de Taubaté, o padre João de Faria Fialho e Tomás Lopes de Camargo, primo do descobridor de Itaverava Bartolomeu Bueno de Siqueira.
As terras ali eram de "tal modo requestadas que por acudir muita gente, só pode tocar três braças em quadra a cada minerador", segundo o historiador Varnhagen. Nomes como Brumado, Sumidouro, rio Antônio Dias de Oliveira, pelo padre João de Faria Fialho e pelo coronel Tomás Lopes de Camargo e um irmão deste, por volta de 1698.
Ouro Preto foi criada em 24 de junho de 1698 pela bandeira de Antonio Dias e Padre Faria. A elevação de Ouro Preto a vila se deu em 8 de julho de 1711, por meio da fusão de diversos arraiais, fundados por bandeirantes, tornando-se sede de concelho, com a designação de "Vila Rica". Inicialmente Vila Rica de Albuquerque e depois Vila Rica de Nossa Senhora do Pilar de Ouro Preto. Nesse ano foram criadas as três primeiras vilas de Minas Gerais: em 8 de abril Ribeirão do Carmo, atual Mariana, em 8 de julho Vila Rica, atual Ouro Preto, e em 17 de julho Nossa Senhora da Conceição de Sabarabussu, atual Sabará.

### Atividade mineradora

Mapa de rendimento do ouro nas Reais Casas de Fundição em Minas Gerais, entre julho e setembro de 1767. Arquivo Nacional.

O ouro mineiro começou a chegar ao Reino de Portugal ainda no final do século XVII. Em 1697, o embaixador francês Rouillé mencionou a chegada de ouro "peruano". Não era distribuição fácil nem equitativa, pois, às vezes, eram explorados aluviões riquíssimos ao longo de um curso d'água estreito e, assim a riqueza mineral não era bem distribuída. Pelo Direito da época, o senhor do solo e do subsolo era o rei, mas não podia trabalhar a terra e a dava em quinhões a particulares para explorar mediante parte nos resultados, o que constituía a "pensão enfitêutica" devida ao senhorio. A porção era de vinte por cento = o  quinto = cuja história é a própria história de Minas, segundo seu historiador Diogo de Vasconcelos. Para a arrecadação, em cada distrito havia um Guarda-mor com escrivão, tesoureiro e oficiais. "Consideravam-se novas só as lavras distantes meia légua de alguma lavra já conhecida, de modo que os ambiciosos afastavam-se delas para se enquadrarem nas regalias, multiplicando-se os manifestos e seus exploradores, sem garantia de vida e propriedade, tendo que se entrincheirar no próprio local de trabalho, levantando abrigos ou aproveitando as bocas das minas, concorrendo para a disseminação de povoados".
Vieram artífices de profissões diversas, no arraial de Ouro Preto e no arraial de Antônio Dias, no Caquende, Bom Sucesso, Passa-Dez, na Serra e Taquaral, construindo capelas, casas de morada e fabricando ferramentas. Em toda parte, foi revirada e pesquisada a areia dos ribeiros e a terra das montanhas, levantando-se barracas perto de terrenos auríferos, arraiais de paulistas começando a povoar o interior da terra que hoje é Minas Gerais. Organizaram-se depois os povoados em torno de capelas provisórias, até a "grande fome".
Diz Antonil em 1710: "A sede insaciável do ouro estimulou a tantos a deixarem suas terras e a meterem-se por caminhos tão ásperos como os das Minas, que dificultosamente se poderá dar conta do número das pessoas que atualmente lá estão. Cada ano, vêm, nas frotas, quantidades de portugueses e estrangeiros para passarem às Minas." E, adiante: "As constantes invasões de portugueses do litoral vencerão os paulistas que haviam descoberto as lavagens de ouro -  florestas batidas, montanhas revolvidas, rios desviados de cursos, pois a sede de ouro enlouquecia.
Desciam das serras que isolavam Minas homens levando famílias, escravos, instrumentos de mineração, atravessando florestas e vadeando rios caudalosos depois de lutar às vezes contra índios expulsos do litoral. Frades fugiam dos conventos, proprietários abandonavam plantações, procurando como loucos as terras do centro - visão fugitiva de riquezas acumuladas sem luta nem trabalho. Em 1720, foi escolhida para capital da nova Capitania de Minas Gerais. A cidade tem o nome de "Ouro Preto" devido a uma característica do mineral aqui encontrado na época: o ouro era escurecido por uma camada de óxido de ferro, dando-lhe tonalidade escura.

### Século XIX

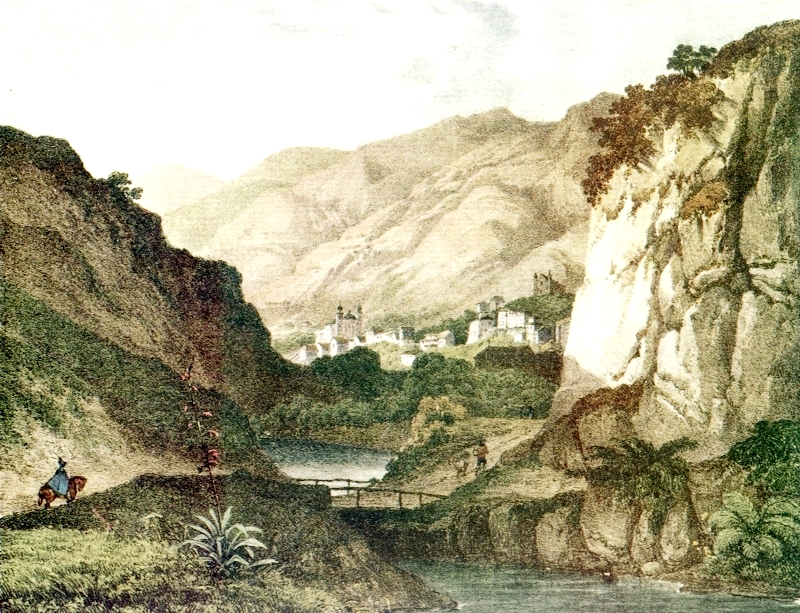
Vila Rica nos anos 1820, por Rugendas.

Em 1823, após a Independência do Brasil, Vila Rica recebeu o título de Imperial Cidade, conferido por Pedro I, tornando-se oficialmente capital da então província das Minas Gerais e passando a ser designada como Imperial Cidade de Ouro Preto. Em 1839, foi fundada a Escola de Farmácia, tida como a primeira escola de farmácia da América do Sul. Em 12 de outubro de 1876, a pedido de Pedro II, Claude Henri Gorceix fundou a Escola de Minas em Ouro Preto. Esta foi a primeira escola de estudos mineralógicos, geológicos e metalúrgicos do Brasil e, hoje, é uma das principais instituições de engenharia do país.
Foi a capital da província e, mais tarde, do estado, até 1897. Assim era descrita a cidade de Ouro Preto pelo ilustre fundador da Escola de Minas, em relatório enviado ao imperador Pedro II: "Em muito pequena extensão de terreno, pode-se acompanhar a série quase completa das rochas metamórficas que constituem grande parte do território brasileiro e todos os arredores da cidade se prestam a excursões mineralógicas proveitosas e interessantes". (Claude Henri Gorceix)[carece de fontes?]

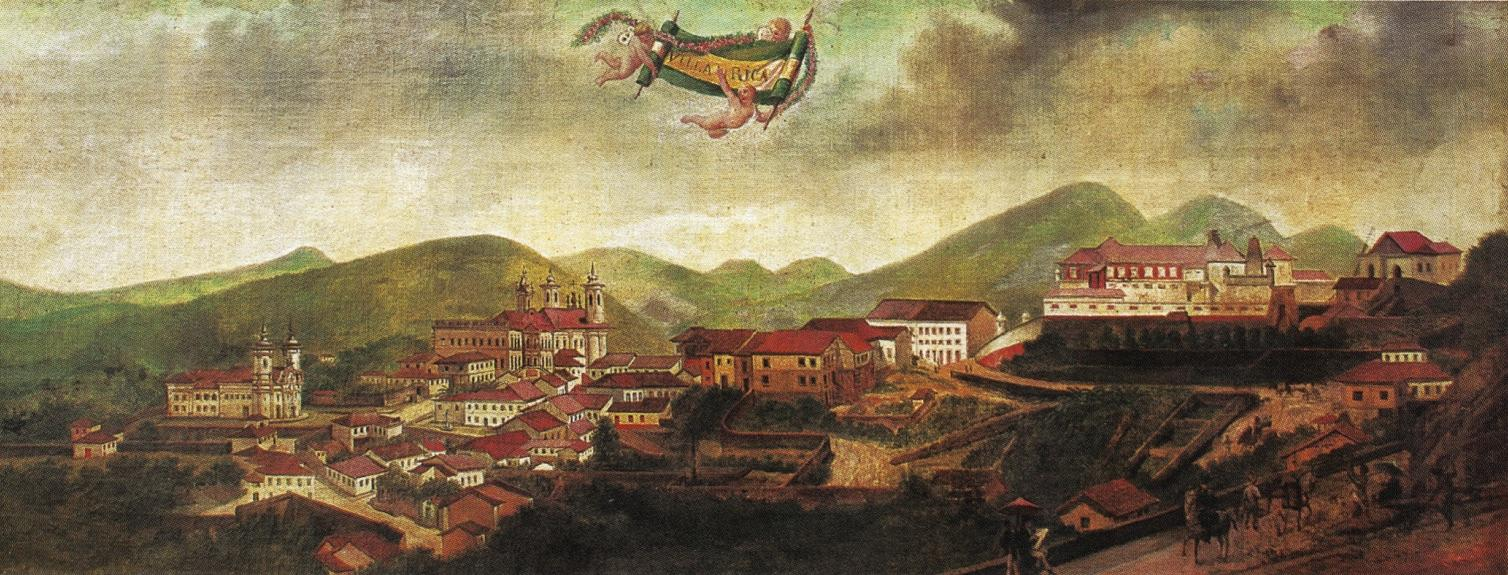
"Vila Rica" (1820), óleo sobre tela de Arnaud Julien Pallière (1774-1862).

Segundo Oliveira (2006), desde que ocorreu a fixação nas áreas mineradoras da região de Ouro Preto, no final do século XVII e início do XVIII, a cidade teve várias imagens. De um local que "exalava conflitos", no dizer do Conde de Assumar, governador da Capitania das Minas no século XVIII, até a de uma capital que dificultava a modernização do Estado no início da República. O início da ocupação do espaço urbano de Ouro Preto ocorreu com a formação de arraiais mineradores isolados (Ouro Podre, Taquaral, Antônio Dias, Pilar). A consolidação urbana e a presença efetiva da Coroa portuguesa se deu somente em meados do século XVIII com a construção dos Palácio dos Governadores (atual Escola de Minas), pelo engenheiro-militar José Fernandes Alpoim  e dos arruamentos ligando os referidos arraiais.

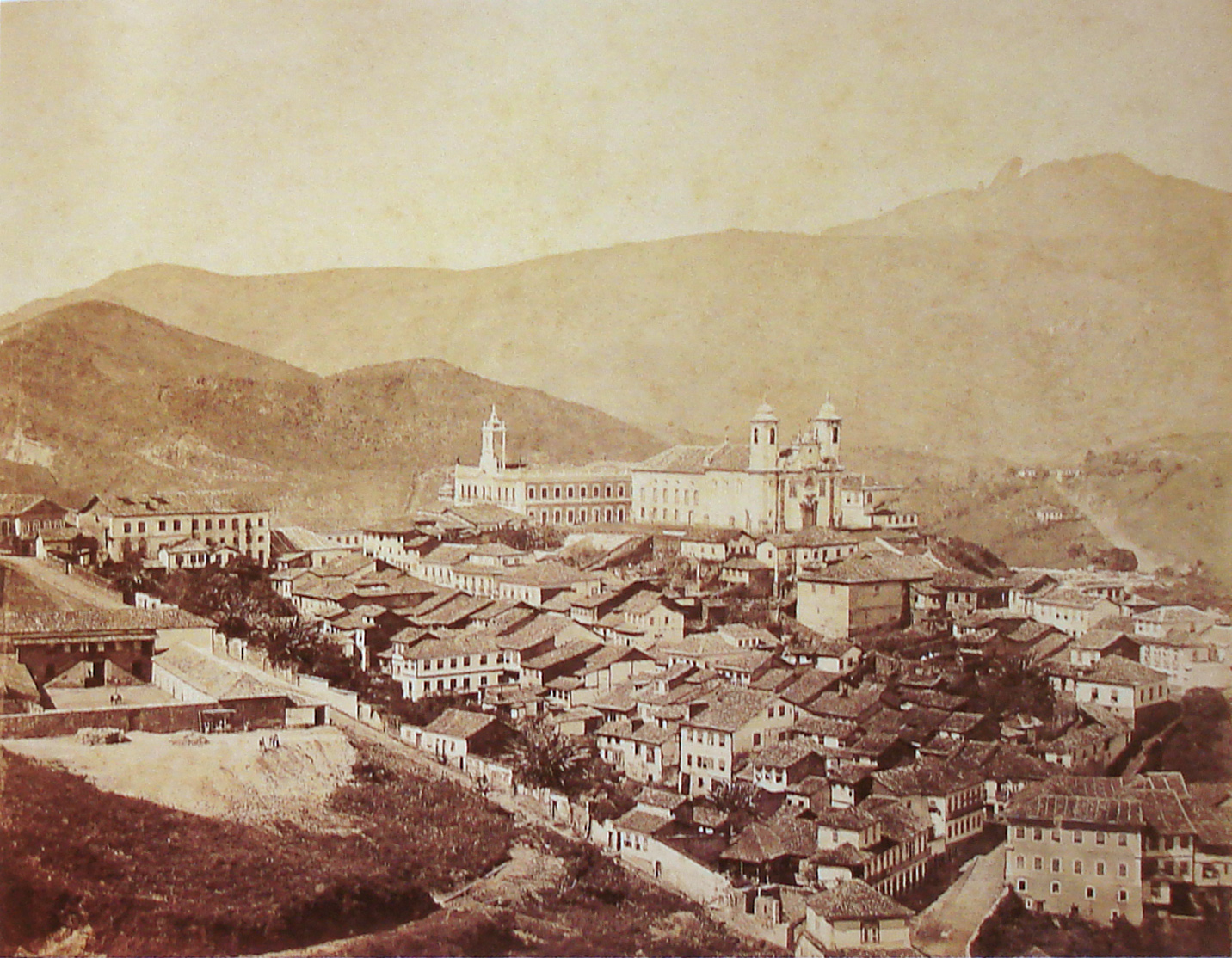
Ouro Preto em 1870.

Em fins do século XIX, Ouro Preto era vista pela elite mineira como símbolo do atraso e a construção de Belo Horizonte também representou o ideal republicano de modernização. Entretanto, também havia partidários da permanência da capital em Ouro Preto. Estes propuseram planos de revitalização da cidade e destacavam a importância histórica da cidade na conformação de Minas e do Brasil. Com a proclamação da república brasileira em 1889, a velha cidade de Ouro Preto passou a ser vista como um entrave para o desenvolvimento do estado de Minas Gerais, que substituiu a província de Minas Gerais. Foi decidida, então, a transferência da capital estadual para uma cidade planejada, Belo Horizonte, que veio a ser inaugurada em 1897. A mudança da capital para Belo Horizonte provocou um esvaziamento da cidade (cerca de 45 por cento da população) e acabou inibindo o crescimento urbano da cidade nas décadas seguintes, fato que contribuiu para preservação do Centro Histórico de Ouro Preto.

### Séculos XX e XXI

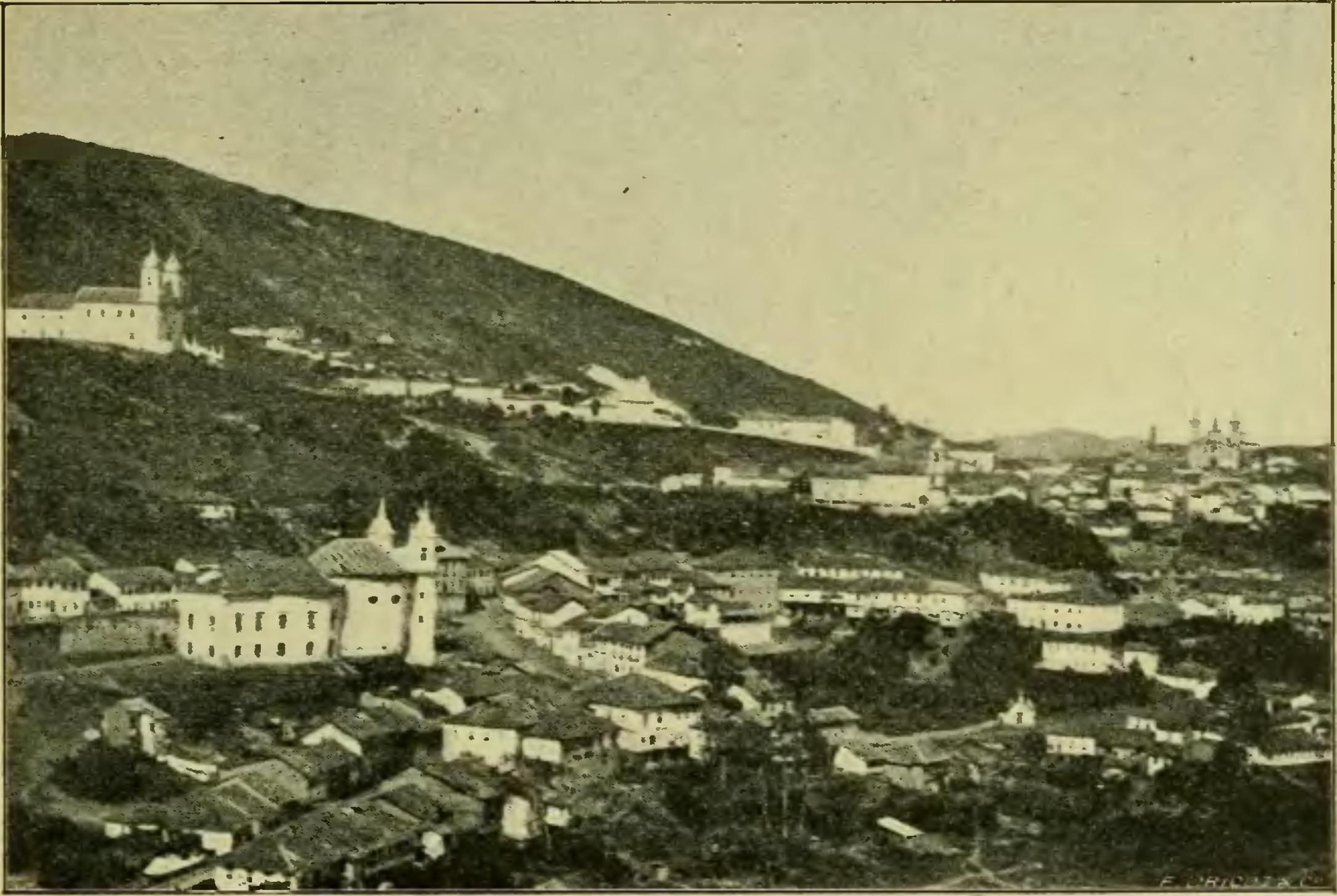
Vista da cidade, circa 1903

As igrejas barrocas/rococós a certas influências neoclássicas e o casario colonial de Ouro Preto só voltaram a ficar evidenciados de forma positiva pelo movimento modernista, na década de 1920. Nesse momento, as obras de Aleijadinho e Mestre Ataíde passaram a ser vistas como manifestações primeiras de uma cultura genuinamente brasileira. O próprio tombamento da cidade faz parte do projeto de construção de nacionalidade brasileira, sendo o primeiro local do país considerado monumento nacional.
Em 2005, foi alterado o lema inscrito na bandeira da cidade. Segundo os movimentos negros, o lema anterior, PROETIOSVM TAMEM NIGRVM (traduzido do latim, "Precioso, Ainda que Negro") tinha uma conotação racista. Dessa forma, o novo lema inscrito na bandeira da cidade passou a ser PROETIOSVM AVRVM NIGRVM ("Precioso Ouro Negro").
Na década de 2010, uma grande preocupação era conservar o patrimônio, tendo em vista o grande número de turistas (15 a 25 mil  por mês) e carros ( 32,7 mil  em 2016, mais que o dobro do número de 2006), e as atividades de mineração na região. Apesar do Programa de Aceleração do Crescimento designar recursos para cidades históricas, a Igreja do Senhor Bom Jesus de Matosinhos foi fechada em 2014 para reforma e permanecia assim dois anos depois. O trânsito também tem o problema das ruas apertadas, que quando se enchem de carros atrapalham pedestres a atravessar.
O Serviço Geológico do Brasil constatou em estudo feito em 2016 que há 313 áreas de risco geológico na cidade. Em estudo feito em 2021, foi constatado que 882 domicílios e 3006 moradores estão em risco. Vários casarões passaram a desabar por causa das chuvas.

## Geografia

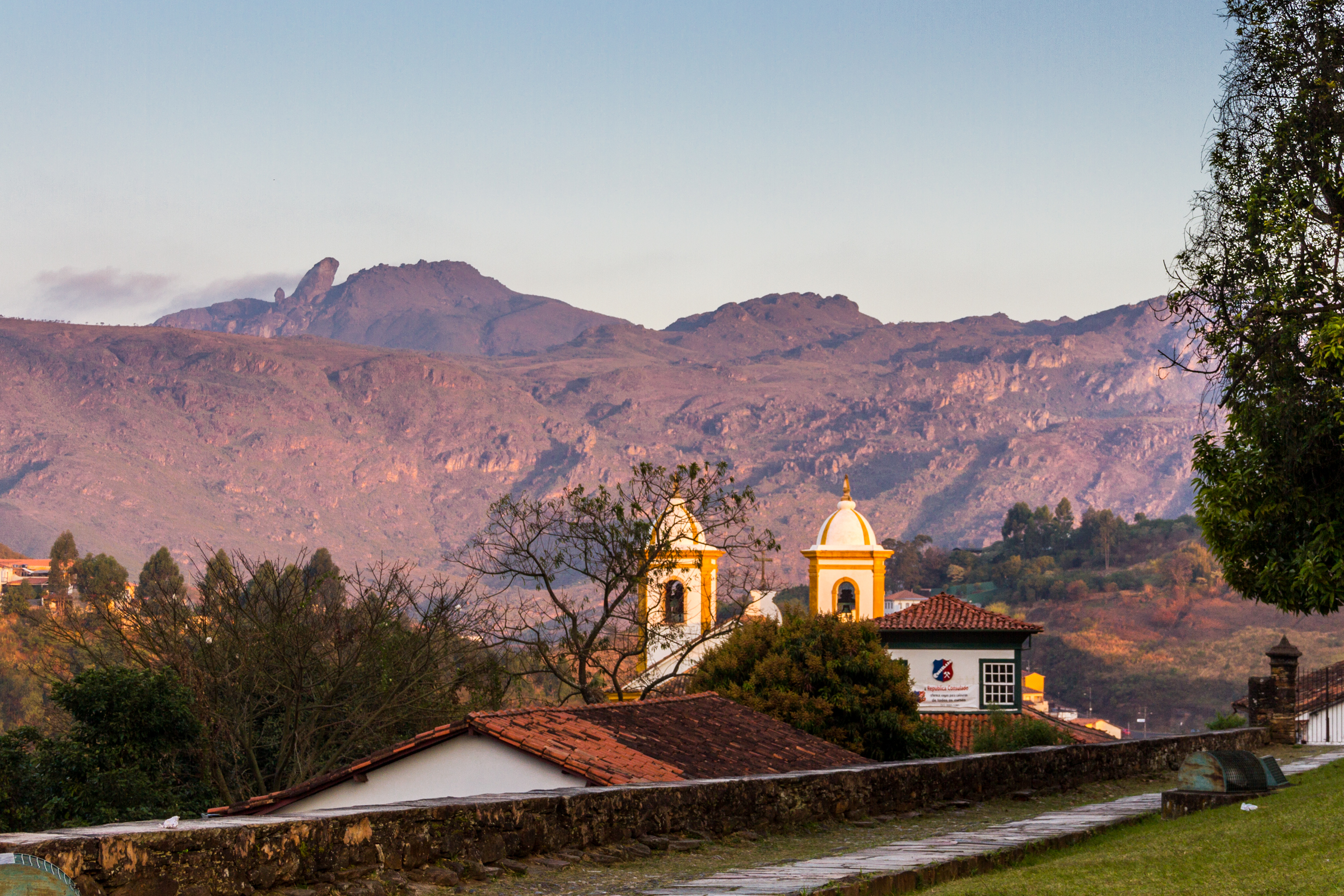
Pico do Itacolomi localizado em Mariana, parte do Parque Estadual do Itacolomi, visto a partir de Ouro Preto onde se dá a sua vista mais famosa.

De acordo com a divisão regional vigente desde 2017, instituída pelo IBGE, o município pertence às Regiões Geográficas Intermediária de Belo Horizonte e Imediata de Santa Bárbara-Ouro Preto. Até então, com a vigência das divisões em microrregiões e mesorregiões, fazia parte da microrregião de Ouro Preto, que por sua vez estava incluída na mesorregião Metropolitana de Belo Horizonte.
O relevo local varia muito: de Amarantina 700 (setecentos metros) aos mais de 1 600 metros em Antônio Pereira. O relevo acidentado não favorece as atividades agropastoris. Caracterizam-se as indústrias extrativas de minério e pedras. A altitude média é de 1 116 metros, sendo o bairro de São Sebastião o mais alto com mais de 1400 metros em certas áreas. O ponto mais alto é localizado em algum ponto da Serra do Caraça no distrito de Antônio Pereira, onde a altitude passa dos 1 800 metros.[carece de fontes?]
O município possui uma área de 1 245,114 quilômetros quadrados e abriga as nascentes dos rios das Velhas, Piracicaba, Gualaxo do Norte, Gualaxo do Sul, Mainart e do ribeirão Funil.[carece de fontes?]
Ouro Preto abriga campos rupestres, matas de Araucária (Pinhais), florestas de candeias e possui grandes áreas remanescentes da Mata Atlântica. A vegetação predominante de Ouro Preto é o cerrado.[carece de fontes?]

### Clima
O clima predominante é o tropical de altitude (Cwb, de acordo com a classificação climática de Köppen-Geiger), característico das regiões montanhosas, com chuvas durante os meses de outubro a abril e geadas ocasionais em junho e julho.[carece de fontes?] Segundo dados do Instituto Nacional de Meteorologia (INMET), referentes ao período de 1913 a 1990, a menor temperatura registrada no município foi de 0 °C em 15 de junho de 1925, e a maior atingiu 33,9 °C em 28 de outubro de 1980. O maior acumulado de precipitação em 24 horas foi de 161 mm em 1 de fevereiro de 1979. No Diário Oficial da União de 10 de junho de 1893 consta um relato de queda de neve em Ouro Preto em 19 de junho de 1843.
| Dados climatológicos para Ouro Preto | Dados climatológicos para Ouro Preto | Dados climatológicos para Ouro Preto | Dados climatológicos para Ouro Preto | Dados climatológicos para Ouro Preto | Dados climatológicos para Ouro Preto | Dados climatológicos para Ouro Preto | Dados climatológicos para Ouro Preto | Dados climatológicos para Ouro Preto | Dados climatológicos para Ouro Preto | Dados climatológicos para Ouro Preto | Dados climatológicos para Ouro Preto | Dados climatológicos para Ouro Preto | Dados climatológicos para Ouro Preto |
| Mês                                  | Jan                                  | Fev                                  | Mar                                  | Abr                                  | Mai                                  | Jun                                  | Jul                                  | Ago                                  | Set                                  | Out                                  | Nov                                  | Dez                                  | Ano                                  |
| ------------------------------------ | ------------------------------------ | ------------------------------------ | ------------------------------------ | ------------------------------------ | ------------------------------------ | ------------------------------------ | ------------------------------------ | ------------------------------------ | ------------------------------------ | ------------------------------------ | ------------------------------------ | ------------------------------------ | ------------------------------------ |
| Temperatura máxima média (°C)        | 26                                   | 26,1                                 | 25,3                                 | 24                                   | 22,5                                 | 21,6                                 | 21,3                                 | 23                                   | 24                                   | 24,2                                 | 24,5                                 | 24,6                                 | 23,7                                 |
| Temperatura média (°C)               | 20,8                                 | 20,8                                 | 20,1                                 | 18,7                                 | 16,7                                 | 15,3                                 | 14,8                                 | 16,2                                 | 18                                   | 18,9                                 | 19,6                                 | 19,9                                 | 18,3                                 |
| Temperatura mínima média (°C)        | 15,6                                 | 15,5                                 | 14                                   | 13,4                                 | 10,9                                 | 9,1                                  | 8,3                                  | 9,5                                  | 12                                   | 13,7                                 | 14,7                                 | 15,2                                 | 12,7                                 |
| Precipitação (mm)                    | 283                                  | 208                                  | 175                                  | 82                                   | 29                                   | 17                                   | 15                                   | 24                                   | 57                                   | 115                                  | 223                                  | 324                                  | 1 552                                |
| Fonte: Climate-data.org              |                                      |                                      |                                      |                                      |                                      |                                      |                                      |                                      |                                      |                                      |                                      |                                      |                                      |

## Demografia
No censo de 2022, a população ouro-pretana assim classificou sua cor de pele: 51,16% parda, 29,11% branca, 19,45% preta, 0,16% amarela e 0,11% indígena. De acordo com um estudo genético de 2013, realizado em habitantes da sede de Ouro Preto, a ancestralidade encontrada foi 50,3% europeia, 33,3% africana e 16,4% indígena. Segundo o estudo, a ancestralidade africana em Ouro Preto é maior que a média da região Sudeste do Brasil. Outro estudo genético, dessa vez abarcando habitantes do distrito de Lavras Novas e seu sub-distrito chamado Chapada e Santo Antônio do Salto, encontrou ancestralidade europeia de 47%, seguida da africana (43%) e da ameríndia (11%). O estudo também enfatizou que a ancestralidade africana encontrada na região está acima da média, fato que sugere que escravos da época do Ciclo do Ouro não migraram da região, perpetuando, assim, a herança genética original.

## Economia

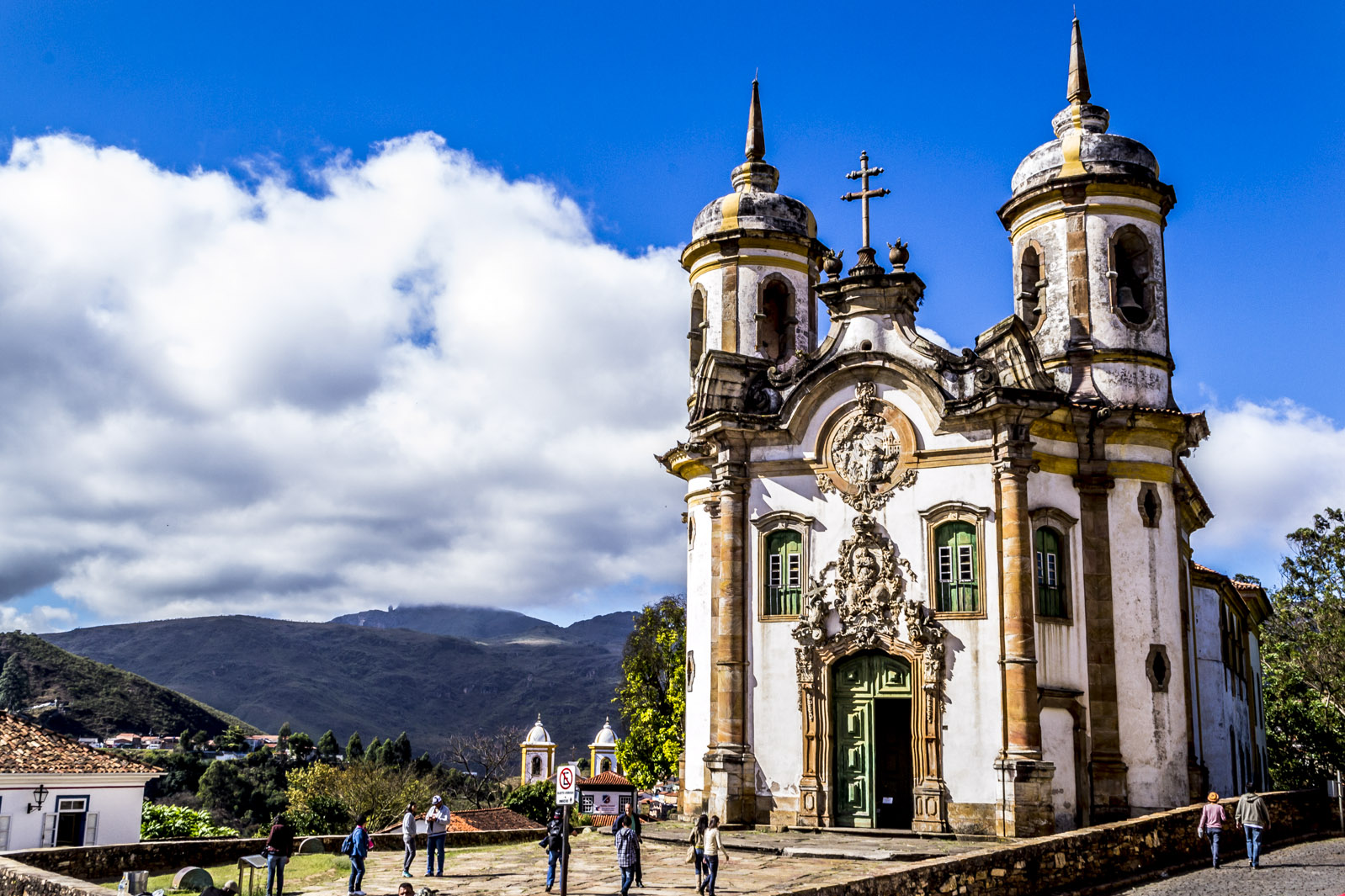
O turismo constitui uma parte significativa da economia de Ouro Preto. Na imagem, a Igreja de São Francisco de Assis, uma das mais celebradas criações de Aleijadinho.

Apesar de atualmente a economia de Ouro Preto depender muito do turismo, há também importantes indústrias metalúrgicas e de mineração no município. As principais atividades econômicas são o turismo, a indústria de transformação e as reservas minerais do seu subsolo, tais como ferro, bauxita, manganês, talco e mármore.
Os minerais de importância são o ouro, a hematita, a dolomita, turmalina, pirita, muscovita, topázio e topázio imperial, esta última apenas encontrada em Ouro Preto.
Uma outra importante fonte de recursos para o município são os estudantes da Universidade Federal de Ouro Preto e do Instituto Federal de Minas Gerais, oriundos principalmente da Região Sudeste do Brasil.[carece de fontes?]

### Ecoturismo
Apesar de ter a maior parte do intenso fluxo turístico focado na arquitetura e importância histórica, o município possui um rico e variado ecossistema em seu entorno, com cachoeiras, trilhas seculares e uma enorme área de mata nativa, protegida pelos Parques Estaduais. O mais recente destes situa-se próximo ao distrito de São Bartolomeu.
Um dos pontos de ecoturismo frequentado tanto por turistas como também por moradores é o Horto dos Contos. Fundado em 1799, o parque foi o segundo jardim botânico criado no Brasil, em uma área de 32 hectares de extensão, oferecendo 2,5 km de trilha em pleno centro histórico.
No município está localizada também a Estação Ecológica Estadual Tripuí, uma unidade de conservação mantida pelo Instituto Estadual de Florestas de Minas Gerais.

### Tecnologia
A economia da cidade é fortemente impactada pela mineração e pelo turismo. Porém, nos últimos anos, Ouro Preto também se tornou um polo universitário e um espaço que abriga empresas de tecnologia, como Usemobile, Gerencianet, Stilingue, Next Tecnologia e Binarymind. A influência das empresas desse ramo levou a prefeitura do município a instituir uma lei com uma série de medidas e ações para estimular áreas de inovação e tecnologia.

## Subdivisões

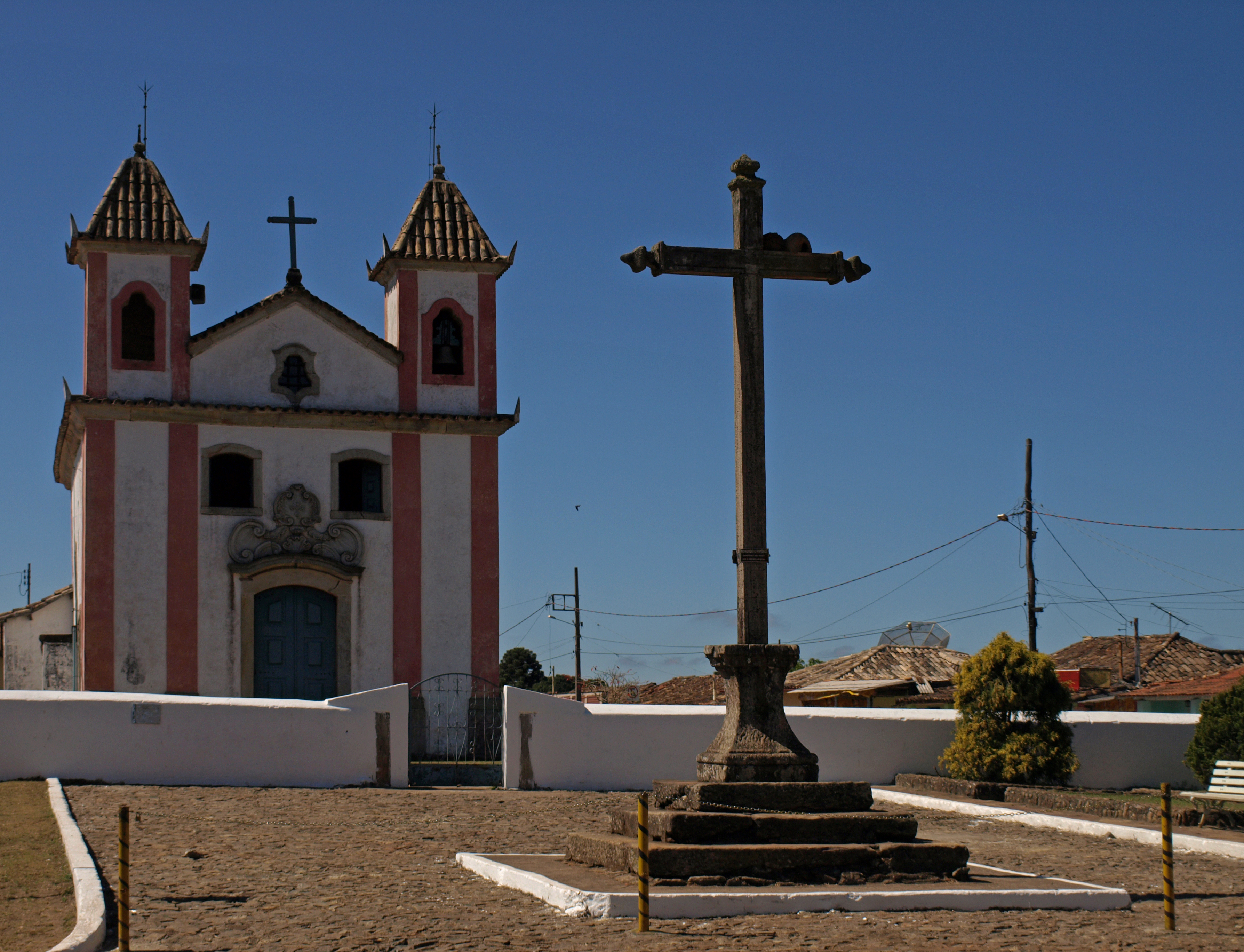
Igreja do distrito de Lavras Novas.

A Prefeitura Ouro Preto nunca delimitou oficialmente os bairros da cidade, reconhecendo como subdivisões oficiais apenas os 13 distritos. Entretanto, só no distrito sede, existem locais que por questões culturais são chamados de bairros cujos nomes populares se seguem: Alto da Cruz, Água Limpa, Antonio Dias, Barra, Bauxita, Centro, Cabeças, Jardim Alvorada, Lajes, Morro Santana, Morro São João, Morro São Sebastião, Morro do Cruzeiro, Morro da Queimada, Nossa Senhora de Lourdes, Padre Faria, Piedade, Pilar, Rosário, São Cristóvão, Saramenha, Taquaral, Vila Aparecida, Vila dos Engenheiros, Vila São José, entre alguns outros existentes.

## Infraestrutura

### Educação

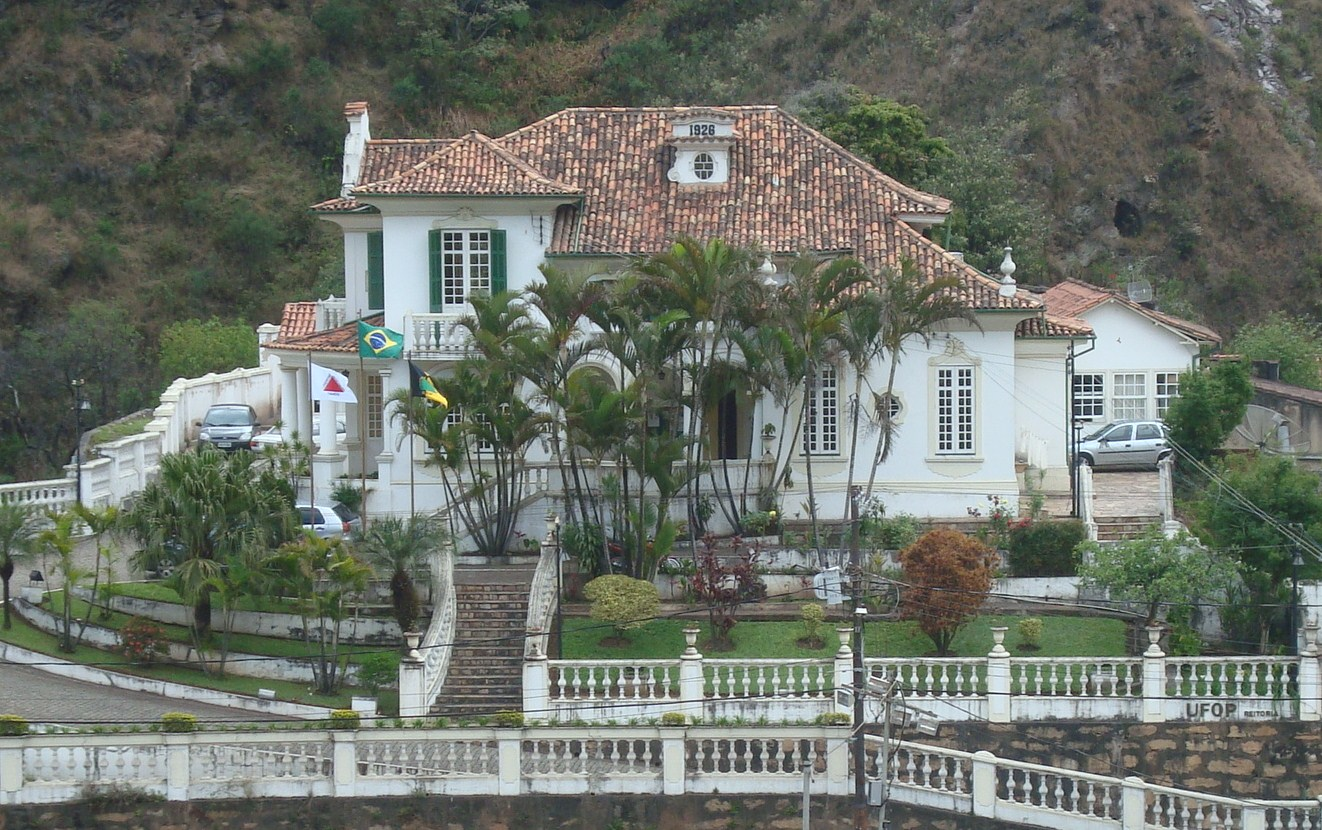
Reitoria da Universidade Federal de Ouro Preto (UFOP)

A Universidade Federal de Ouro Preto (UFOP) foi instituída como Fundação de Direito Público em 21 de agosto de 1969, incorporando duas instituições de ensino superior centenárias: a Escola de Farmácia (fundada em 1839) e a Escola de Minas (fundada em 1876). Conciliando tradição e modernidade, a Universidade Federal de Ouro Preto expandiu-se com a criação de unidades acadêmicas e com a implantação de cursos. A universidade oferece 28 cursos de graduação, contando com 22 departamentos e sete unidades acadêmicas, entre as quais o Centro de Educação Aberta e a Distância, que atualmente ministra o curso de Licenciatura em Educação Básica – Anos Iniciais e o curso de Especialização – Formação de Orientadores Acadêmicos para ensino à distância, atuando em treze polos, em convênios com prefeituras municipais. Atualmente, a instituição é referência no país nas áreas de engenharia e farmácia. Os estudantes da Universidade Federal de Ouro Preto procedem principalmente do interior dos estados de Minas Gerais, São Paulo, Rio de Janeiro, Espírito Santo e Goiás. Com isso, morar em repúblicas é praticamente uma marca dos estudantes de Ouro Preto e, muitas vezes, uma necessidade.[carece de fontes?]

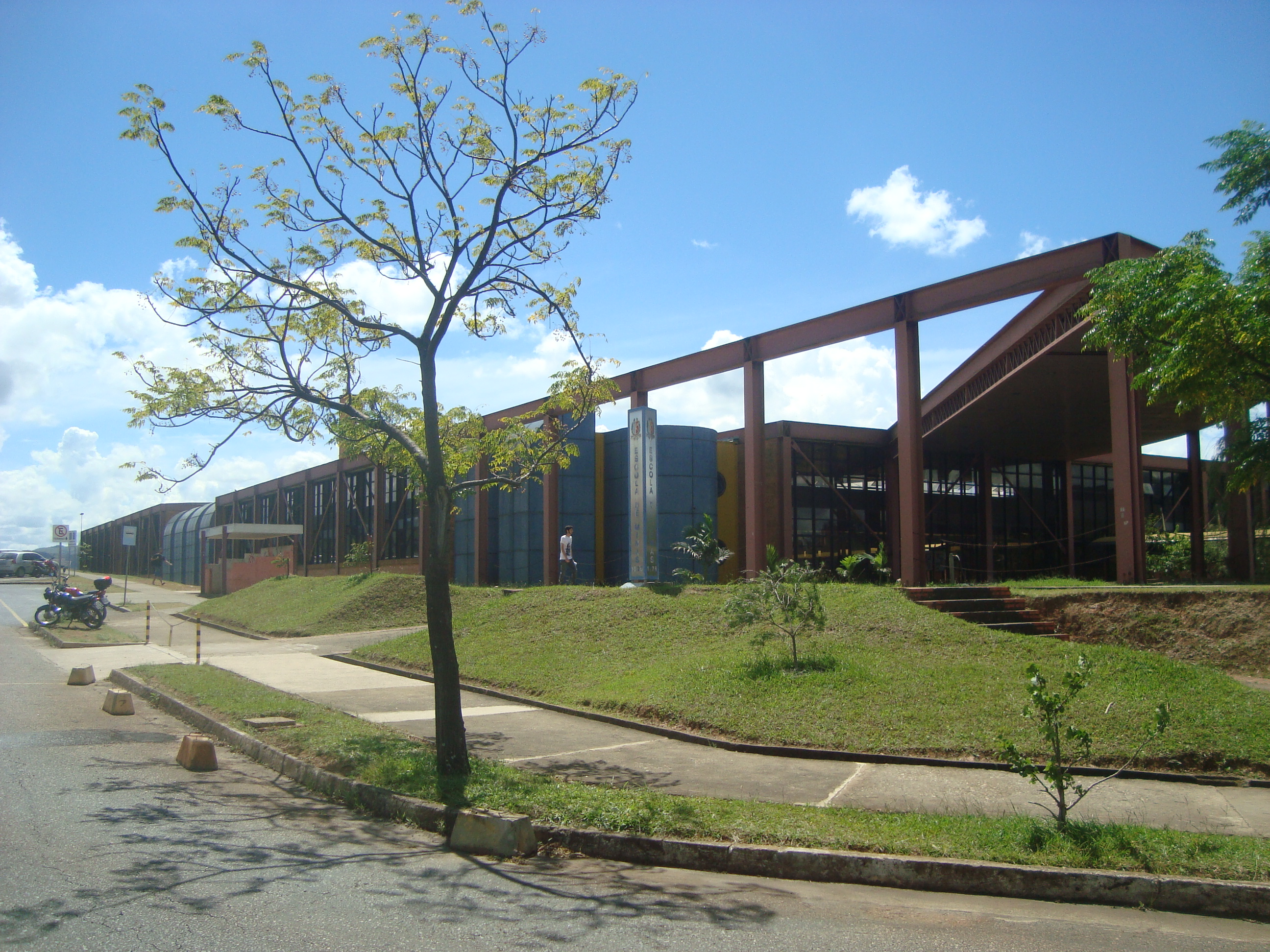
Campus Morro do Cruzeiro da Escola de Minas de Ouro Preto.

As repúblicas estudantis fazem parte da tradição da cidade. Muitas delas instaladas em prédios pertencentes à Universidade Federal de Ouro Preto (sendo essas as Repúblicas Federais de Ouro Preto), absorvem parcela significativa dos estudantes, em Ouro Preto e Mariana. São administradas pelos próprios estudantes, que definem as regras de admissão nelas. Ao longo de mais de um século, as repúblicas desenvolveram uma cultura própria, e mantêm laços estreitos com ex-alunos e ex-residentes. Esse laço é muito forte entre as repúblicas federais, tradicionalmente nas festas republicanas (12 de outubro, aniversário da Escola de Minas e o 21 de abril, Tiradentes e aniversário das Repúblicas do Campus), os antigos ex-alunos estão presentes uma forma de relembrar e reviver as lembranças dos tempos de universidade.A Refop (Repúblicas Federais de Ouro Preto) é composta por 67 repúblicas, sendo uma mista, 51 masculinas e quinze femininas. Os calouros, conhecidos como "bixos", passam por um período de testes, conhecido como batalha, antes de ingressar em definitivo na república. Esse período de batalha dura, em média, seis meses e os veteranos aplicam diversos trotes, tais como raspar o cabelo e espalhar as roupas por outras repúblicas. Os interessados poderão também acessar algumas homepages das próprias repúblicas, para saber um pouco mais sobre elas, sentindo seu espírito, conhecendo seus moradores e suas programações.
O município conta também com um câmpus do Instituto Federal de Minas Gerais, que oferece qualificação técnica nos modos integrado ao ensino médio e subsequente além de possuir alguns cursos superiores.

## Cultura

### Patrimônio histórico
A cidade se tornou conhecida como um "museu a céu aberto", preservando um grande núcleo de casario colonial essencialmente intacto, prestigiado em todo o Brasil e mesmo no estrangeiro, tanto que a Cidade Histórica foi inscrita na Lista do Patrimônio Mundial da UNESCO.A organização enfatizou a autenticidade, integridade e originalidade de seu panorama urbano, qualificado como uma obra do gênio humano, sua importância histórica como sede da Inconfidência e de um florescente polo cultural, e o relevo de seus principais monumentos religiosos, onde atuaram mestres de importância superior como Aleijadinho e Ataíde, que deixaram obras que se colocam como os primeiros sinais de uma genuína brasilidade.
Suas igrejas se tornaram particularmente célebres, muitas delas ricamente decoradas e de superlativa importância artística e histórica, onde se incluem, por exemplo, as igrejas de São Francisco de Assis, a Matriz do Pilar, a Matriz de Nossa Senhora da Conceição de Antônio Dias, a de Nossa Senhora do Carmo, a de Nossa Senhora do Rosário dos Homens Pretos e a Capela do Padre Faria.
Ouro Preto também se destaca pela atividade cultural. Todos os anos, sedia o Festival de Inverno de Ouro Preto e Mariana - Fórum das Artes. No ano de 2010, o Festival homenageou Mestre Ataíde, pintor de grande influência no barroco de Minas Gerais. Ouro Preto e Mariana receberam atrações como Roberta Sá, 14 Bis, Sá e Guarabira, Gabriel, o Pensador e Chico César. Atividades culturais como teatro, música, artesanato, literatura, discussões em mesas redondas e palestras sobre meio ambiente e incentivo à leitura para crianças também entraram no calendário do Festival.
Recentemente, Ouro Preto foi eleita uma das Sete Maravilhas Brasileiras, numa eleição organizada pela revista Caras e o banco HSBC.

### Museus

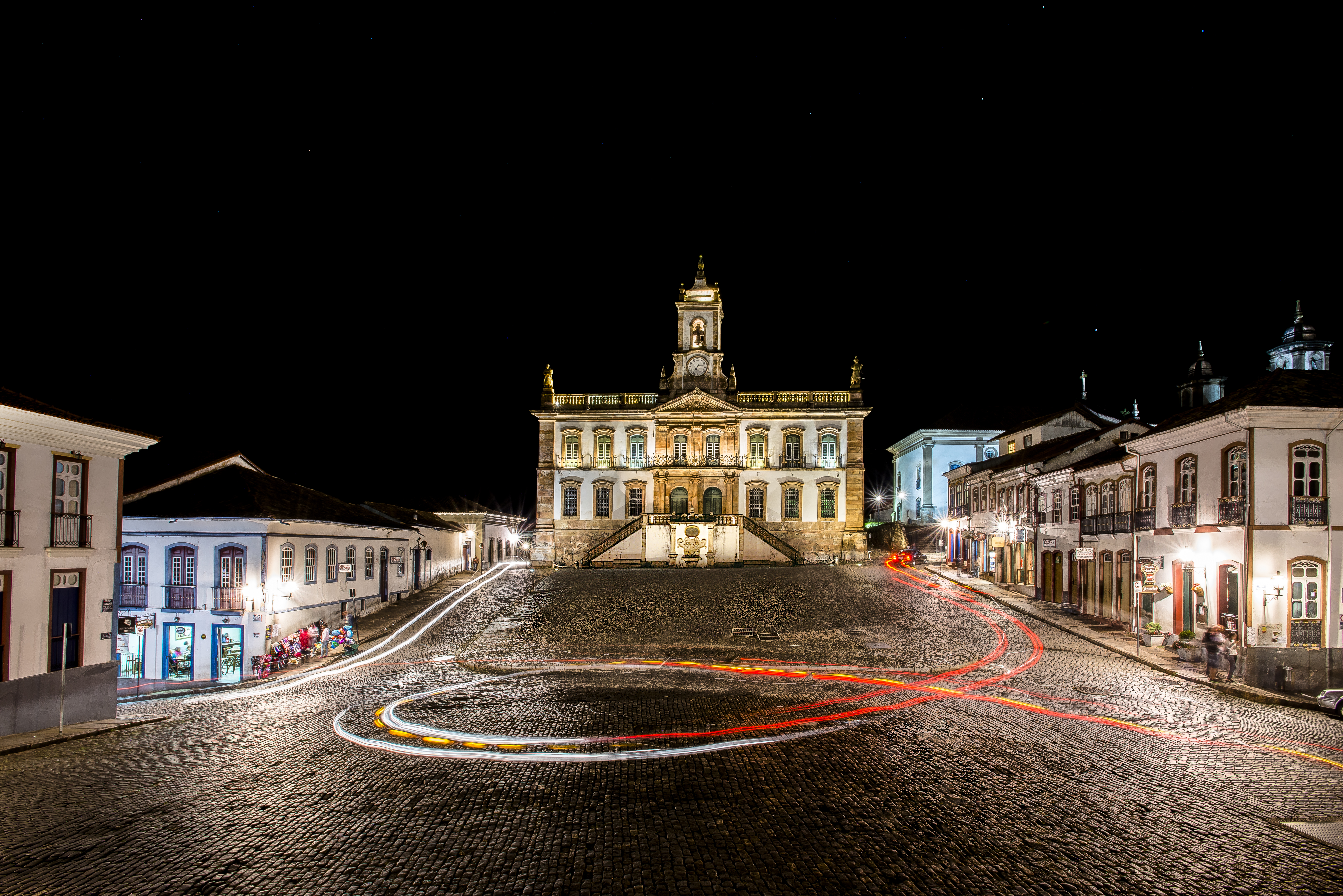
Edifício que abrigou a Casa de Câmara e Cadeia de Vila Rica, hoje Museu da Inconfidência, na Praça Tiradentes.

A cidade tem instituições que guardam acervos variados como Museu das Reduções, Museu de Ciência e Técnica da Escola de Minas, Museu da Inconfidência, Museu da Música, Museu Casa dos Contos, Museu do Oratório, Museu Casa Guignard, Museu de Pharmacia, Museu de Arte Sacra do Pilar, e Museu Aleijadinho, além do Museu do Ouro, onde são encontradas diversas pedras preciosas.

### Casa da Ópera
Ouro Preto abriga o mais antigo teatro em funcionamento da América Latina, o Teatro Municipal de Ouro Preto. Após passar por restauração, no ano de 2007 a Casa da Ópera (nome original) foi reaberta ao público.
A Casa da Ópera foi construída pelo contratador português João de Souza Lisboa, com apoio do conde de Valadares, governador da Capitania, e de seu secretário, o poeta Cláudio Manuel da Costa. Situada próximo à Igreja do Carmo, em terreno íngreme, foi inaugurada no dia 6 de junho de 1770, na comemoração do aniversário do rei José I.[carece de fontes?]

### Estação Ferroviária de Ouro Preto
A Estação de Ouro Preto foi construída em estilo barroco colonial e inaugurada no ano de 1888, como parte do então Ramal de Ouro Preto (posteriormente Ramal de Ponte Nova) da Estrada de Ferro Dom Pedro II e com o objetivo de ligar a capital da província mineira ao Rio de Janeiro, capital do império. É uma das mais importantes edificações históricas tombadas da cidade.
Foi desativada nos anos 1990 e reativada em 2006, após uma grande reforma, que incluiu a recuperação de seu leito ferroviário. Atualmente, a estação atende como terminal do turístico Trem da Vale, operado pela mineradora Vale e que estabelece a ligação de Ouro Preto com a cidade vizinha de Mariana, cortando belíssimas paisagens da região dentre serras, montanhas e cachoeiras. Os trens partem da estação às quartas, quintas, sextas, sábados e domingos ou feriados durante a semana.